# Anja Ippach
Anja Ippach –nombre de casada Anja Beranek– (6 de enero de 1985) es una deportista alemana que compitió en triatlón.
Ganó una medalla en el Campeonato Europeo de Ironman de 2012. Además, obtuvo una medalla en el Campeonato Mundial de Ironman 70.3 de 2015, y dos medallas en el Campeonato Europeo de Ironman 70.3 en los años 2012 y 2015.

## Palmarés internacional
| Campeonato Europeo | Campeonato Europeo   | Campeonato Europeo | Campeonato Europeo |
| Año                | Lugar                | Medalla            | Prueba             |
| ------------------ | -------------------- | ------------------ | ------------------ |
| 2012               | Fráncfort (Alemania) | Medalla de plata   | Individual         |

| Campeonato Mundial | Campeonato Mundial    | Campeonato Mundial | Campeonato Mundial |
| Año                | Lugar                 | Medalla            | Prueba             |
| ------------------ | --------------------- | ------------------ | ------------------ |
| 2015               | Zell am See (Austria) | Medalla de bronce  | Individual         |
| Campeonato Europeo |                       |                    |                    |
| Año                | Lugar                 | Medalla            | Prueba             |
| 2012               | Wiesbaden (Alemania)  | Medalla de oro     | Individual         |
| 2015               | Wiesbaden (Alemania)  | Medalla de plata   | Individual         |